# Canadian Tour Players Cup
De Canadian Tour Players Cup is een golftoernooi van de Canadese PGA Tour.
De eerste editie was in 1931. Het toernooi had de naam Manitoba Open tot 1997. Daarna werd de naam MTS Classic en in 2007 veranderde hij in de Free Press Manitoba Classic. De huidige naam wordt sinds 2008 gebruikt.

## Winnaars
| Manitoba Open - 1931: Eric Bannister - 1932: R. J. Reith - 1933: Bud Donovan - 1934: R. J. Reith - 1935: R. J. Reith - 1936: Kas Zebowski - 1937: Arthur Land - 1938: Kas Zebowski - 1939: Kas Zebowski - 1940: Arthur Land - 1941: Allan Boes - 1942: G. Kennedy - 1943: Allan Boes - 1944: Allan Boes - 1945: Claude Shackell - 1946: Joe Tachan - 1947: Harold Eidsvig - 1948: Allan Boes - 1949: Harold Eidsvig - 1950: R. J. Reith - 1951: Joe Tachan - 1952: Harold Eidsvig | - 1953: Len Harvey - 1954: Len Harvey - 1955: Harold Eidsvig - 1956: Ev Stuart - 1957: Joe Tachan - 1958: George Knudson - 1959: George Knudson - 1960: George Knudson - 1961: Wilf Homenuik - 1962: Alvie Thompson - 1963: Dayton Olson - 1964: Alvie Thompson - 1965: Moe Norman - 1966: Moe Norman - 1967: Moe Norman - 1968: Alvie Thompson - 1969: Mike Reasor - 1970: Gary Pitchford - 1971: John Elliot Jr - 1972: Wilf Homenuik - 1973: Gar Hamilton - 1974: Bill Tape - 1975: Ed Byman | - 1976: Rick Ehrmanntraut - 1977: Dan Halldorson - 1978: Dan Halldorson - 1979: Jerry Anderson - 1980: Bob Cox - 1981: Dan Croonquist - 1982: Kelly Murray - 1983: Dan Halldorson - 1984: Dan Halldorson - 1985: Robbie Phillips - 1986: Bob Panasik - 1987: Dave Barr - 1988: Dave Barr - 1989: Stu Hendley - 1990: Jeff Bloom - 1991: Kelly Gibson - 1992: Chris Patton - 1993: Frank Edmonds - 1994: Scott Dunlap - 1995: Trevor Dodds - 1996: Rob McMillan - 1997: Mark Wurtz | MTS Classic - 1998: Perry Parker - 1999: Neale Smith - 2000: Ben Ferguson - 2001: Kenneth Staton - 2002: Alex Quiroz - 2003: Jon Mills - 2004: Erik Compton - 2005: Lee Williamson - 2006: Josh Habig Free Press Manitoba Classic - 2007: Mike Mezei Canadian Tour Players Cup - 2008: Wes Heffernan - 2009: Graham DeLaet - 2010: Aaron Goldberg - 2011: Tom Hoge - 2012: Chris Killmer - 2013: Carlos Sainz Jr |